# クローヴィス (ニューメキシコ州)
クローヴィス（Clovis）は、アメリカ合衆国ニューメキシコ州カリー郡の都市。 カリー郡の郡庁所在地である。人口は3万8567人（2020年）。
クローヴィスはラノ・エスタカドとニューメキシコ東部地域に位置している。広大な農業の町は、初期のロック音楽の歴史での役割でも有名である。近接するキャノン空軍基地は、コミュニティに多大な影響を及ぼした。

## 地理

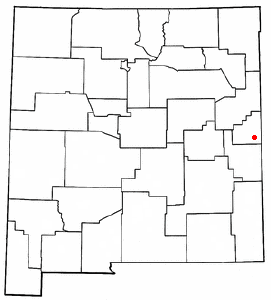
ニューメキシコ州内の位置

クローヴィスは北緯34度24分45秒 西経103度12分17秒 / 北緯34.41250度 西経103.20472度に位置している。海抜は1304メートルである。
アメリカ合衆国国勢調査局によると、都市の総面積は58.2 km² (22.5 mi²)で、陸地面積は58.0 km² (22.4 mi²)、水面積は全体の0.44%の0.3 km² (0.1 mi²)である。この水面積は、主にクローヴィスのいくつかの公立公園にある人工池が占めている。
アルバカーキ、ロズウェル、ラボックそしてアマリリョは、クローヴィスの居住者が近隣の地域ではなかなか手に入らない商品やサービス、その他の目的でよく行く出張先である。診療はプレーンズ地域医療センターが提供している。

## 歴史
ニューメキシコ東部地域は、重要な初期の人類学的な先住民集団の、クローヴィス文化の中心地である。このコミュニティは北米の人類学の歴史で頻繁に研究されており、研究家以外にも極めて有名である。遺跡は町の南のブラックウォーター・ドロウで見られ、歴史的にも観光地としても知られている。

## 名前
クローヴィスは多くの記録によると、最初のフランク人のクリスチャンの王、クローヴィス1世に由来する。入植地の鉄道の駅長の娘が、町の命名の時点でフランス語を勉強していて、この名称を提案したからであると言われている。
クローヴィスという名前になる前は、コミュニティはライリーズ・スイッチとして知られていた。

## 経済と産業
ニューメキシコ中東部と西テキサスの大部分と同様、付近の主要な産業は農業と牧畜業で、ピーナッツ、綿、肉牛と乳牛が含まれる。これらの製品のためのいくつかの加工施設が存在する。2004年、サウスウェスト・チーズ社で工事が始まり、200人以上の人員を雇うことで地域経済へのかなりの後押しを提供しながら、2005年後半に操業を開始した。それは毎年23億ポンドの牛乳を加工処理する、世界でこのタイプの最大の工場のひとつである。地域の居住者の高い割合は、サービス業で生計を立てている。地域または全国チェーンの小さなスーパーマーケットが存在しているが、ディラーズとウォルマートは、コミュニティの小売り消費に大きな影響を持っている。キャノン空軍基地と小さい陸軍州兵部隊がクローヴィスにある。クローヴィスは最近、都市の北部とミッドタウンエリアに開業した新しいホテルと同様に、多くの新しい店とレストランによって経済ブームを体験している。これによって人口はおよそ36,091人まで増加した。

### キャノン空軍基地
クローヴィスは、F-16の基地、キャノン空軍基地に隣接している。この軍事施設は、コミュニティに大きな影響力を持っており、通常は地域の民間と軍事のリーダー双方から大きな支援を受けている。クローヴィスは、キャノン空軍基地の支持を表明している地方組織、コミッティ・オブ・フィフティの幹事を務める。近接するポートレーズのコミュニティにも、似たような組織、ミリタリー・アフェアズ・コミッティが存在する。

### BRAC 2005
アメリカ国防総省BRAC（基地の再編成と閉鎖）調査の最近のラウンドでは、クローヴィスと近隣のコミュニティに「セイヴ・キャノン」または「オペレーション・キープ・キャノン」と呼ばれる大きな運動を促進した。クローヴィス市政府と他の政府組織、非政府組織は、これによって結集され、隠れたプロのコンサルタントを隠すことと、BRAC委員会のメンバーの訪問の接待を担当した。2005年8月26日、BRAC委員会は施設を閉鎖しない代わりに、その軍事的資産の量を減らすことを提案した。2006年6月、国防総省はキャノン空軍基地に軍のすべての部門の特別任務の訓練センターという新しい任務を与えた。居住者はこのニュースで元気づけられ、「ミッションは遂行された」というプラカードが何週間も都市のあちこちで見られた。第16特別作戦航空団の空軍特殊作戦命令が、2007年10月1日にキャノン空軍基地の所有権を持つと予想されている。

### ヘルスケア
プレーンズ地域医療センターは、クロービスにある第一の病院である。これはニューメキシコ州アルバカーキに拠点を置く、長老派の病院システムの一部である。私設の療養所、在宅看護会社、および他の開業医と同じく、多くの個人医による診療がある。少なくとも一人の伝統的なヒスパニックのヒーラー（consejero de salud）を含んでいる。

## 建築
南西部調、スパニッシュ・ミッション風、ニューメキシコを代表すると考えられるアドベ建築様式が一般的である。クローヴィスの建築物の多くは、1930年代以来のアメリカ合衆国の小都市と郊外に見られる一般的な様式のグループと区別がつきにくくなっている。
地元のランドマークであるホテル・クローヴィスは1931年10月20日に開業した。建造当時は、アルバカーキとダラスの間で最も高い建物であった。ホテルは建築家のロバート・メリルによってデザインされ、アールデコ調の外観に南西部のインディアン風の内装がほどこされた。格調高いボールルームでは、ルイ・アームストロング、グレン・ミラー、トミー・ドーシー、ハンク・ウィリアムスがホストを務めた。近くの列車の駅は、ホテルに多くのビジネスを供給した。アッチソン・トピカ・アンド・サンタフェ鉄道がクローヴィスへの客車の運行を中止したすぐ後に、ホテル・クローヴィスは営業を停止した。現在ビルは未使用のまま、頻繁に荒らされている。回復のためのいくつかの計画が表面かしたが、当分の間ビルは、単にクローヴィスの過去の一部のままで残っている。

## 気候と地勢
気候は低い湿度で比較的温暖である。夏は極端に暑くなく、冬は極端に寒くなく涼しい。暴風雨は夏、通常は夜に起こる。毎年冬には時々雪が降る。
町と周辺エリアの地勢は典型的に平らで、ポートレーズ近くの南に起伏した丘陵が見られる。最も開けた陸地は草原で、それらの多くは放牧地に変換された。土地の多くは高い頻度の灌漑の使用で耕作されている。

### 都市の地勢
中央の町のエリアの通りの多くは、それぞれの通りの交差点でひどい陥没や隆起が見られる。これらは運転者に不便さを引き起こす場合がある。これらは20世紀のはじめに水の排出のために作られたか、あるいは安全のため、運転者に遅い速度を引き起こすために作られたと言われている。これらはメインストリートと、第14通りと第1通りの間で最も際立っている。しかしながら、クローヴィスは現在、大きな道路の更新を計画している。

## 人口動勢
以下は2000年の国勢調査における人口統計データである。
基礎データ
- 人口: 32,667人
- 世帯数: 12,458世帯
- 家族数: 8,596家族
- 人口密度: 563.3/km² (1,458.9/mi²)
- 住居数: 14,269軒
- 住居密度: 246.1/km² (637.3/mi²）

人種別人口構成
- 白人: 37.86%
- アフリカン・アメリカン: 7.32%
- ネイティブ・アメリカン: 1.02%
- アジア人: 1.62%
- 太平洋諸島系: 0.13%
- その他の人種: 14.98%
- 混血: 3.63%
- ヒスパニック・ラテン系: 33.44%

世帯と家族（対世帯数）
- 世帯数: 12,458世帯
- 18歳未満の子供がいる: 36.3%
- 結婚・同居している夫婦: 49.8%
- 未婚・離婚・死別女性が世帯主: 14.9%
- 非家族世帯: 31.0%
- 単身世帯: 26.8%
- 65歳以上の老人1人暮らし: 10.3%
- 平均構成人数
  - 世帯: 2.57人
  - 家族: 3.12人

年齢別人口構成
- 18歳未満: 30.0%
- 18-24歳: 9.4%
- 25-44歳: 28.1%
- 45-64歳: 19.5%
- 65歳以上: 13.0%
- 年齢の中央値: 33歳
- 性比（女性100人あたりの男性の人口）
  - 総人口: 92.5人
  - 18歳以上: 88.1人

収入と家計
- 収入の中央値
  - 世帯: 28,878米ドル
  - 家族: 33,622米ドル
  - 性別
    - 男性: 26,586米ドル
    - 女性: 20,375米ドル
- 人口1人あたり収入: 15,561米ドル
- 貧困線以下
  - 対家族数: 17.2%
  - 対人口: 21.0%
  - 18歳未満: 28.2%
  - 65歳以上: 14.6%

## 宗教
プロテスタントのキリスト教はクローヴィスで強く支配的である。居住者の90%が自らをプロテスタントと自認している。特に福音主義派の教会は割合が高い。二つのカトリック教会がクローヴィスに位置しており、さらにキャノン空軍基地にも基地内教会がある。宗教は地元のラジオ放送に大きな影響を持っている。イスラム教徒のために、近接するポートレーズで礼拝する場所がある。

## ラジオ
地元で聞くことができるラジオ局は、アメリカ合衆国の大部分と同様に幅広い種類の内容である。地域の宗教的な人口のために、現代クリスチャン音楽、説教、その他の宗教的テーマの放送は地元のラジオで一般的である。主にメキシコ音楽とキリスト教をテーマにした内容の、いくつかのスペイン語放送も聞くことができる。

## ポピュラー音楽
町は、ノーマン・ペティレコーディングスタジオの本拠地として、1950年代にひところ有名になった。草創期のポップミュージシャン、ノーマン・ペティが創設したこのスタジオでは、ロックの開拓者バディ・ホリーと他の初期の有名なアーティストが録音した。事実、ホリーの有名な歌「That'll Be The Day」はクローヴィスで録音された。